# أفتقدك (أغنية لويس توملينسون)
أفتقدك (بالإنجليزية: Miss You)‏ هي أغنية للمغني الإنجليزي لويس توملينسون. تم إصدار الأغنية يوم 1 ديسمبر عام 2017، وهي من كتابة توملينسون، بمشاركة ريتشارد بوردمان، وأندرو هاس، وجوليان بونيتا، ومن إنتاج أندرو هاس، وجوليان بونيتا. تُعد رابع أغنية منفردة لتوملينسون، وستُضاف إلي ألبومه الأول.

## وصلات خارجية
- كلمات الأغنية الكاملة على مترولايركس